# Volaris
Volaris — мексиканская бюджетная авиакомпания, обслуживающая внутренние и международные авиарейсы. Это вторая по величине авиакомпания в стране после Aeroméxico. С 2018 года Volaris занимает первое место в стране по внутренним авиаперевозкам.

## История
Лицензия на авиаперевозки пассажиров и грузов была получена 9 мая 2005 года. Формирование авиакомпании (создание юридических лиц и необходимой инфраструктуры) началось в августе 2005 года. Первоначально авиакомпания называлась Vuela Airlines. Её учредителями были Televisa (крупнейший в мире испаноязычный медиа-конгломерат), Inbursa (страховая компания, принадлежащая мультимиллиардеру Карлосу Слиму), TACA Airlines и Discovery Americas. Каждый из партнеров вложил по 25 % или 100 миллионов долларов США. В июле 2010 года было объявлено, что Televisa и Inbursa продали свою долю в Volaris, владельцами авиакомпании стали TACA Airlines (50 %), инвестиционный фонд Discovery Americas (25 %) и Indigo Partners.
Продажа билетов авиакомпанией началась 12 января 2006 года. Первый рейс авиакомпании по маршруту Толука — Тихуана состоялся 13 марта 2006 года.
В июне 2012 года авиакомпания запустила программу для часто летающих пассажиров под названием VClub. Эта программа для постоянных членов, с помощью которой предоставляются специальные тарифы, предложения, горячие туры и другие льготы. Клиенты авиакомпании могут сэкономить до 40 % с использованием членства в VClub.
В сентябре 2012 года Volaris объявила о начале кодшерингового партнёрства с немецкой авиакомпанией Condor.
В сентябре 2013 года компания провела размещение акций на Мексиканской и Нью-Йоркской фондовых биржах, которое принесло 345 млн долларов. В декабре 2016 года начала работу дочерняя компания в Коста-Рике Volaris Costa Rica (официальное название — Vuela Aviación), базовым аэропортом стал Сан-Хосе. Дочерняя компания в Сальвадоре Vuela El Salvador начала работу 15 сентября 2021 года.
Volaris была одной из немногих авиакомпаний, которые ожидают получить операционную прибыль в 2021 году в период острой фазы пандемии COVID-19.

## Деятельность
Volaris является ультрабюджетной авиакомпанией. В 2023 году её доля на рынке внутренних авиаперевозок Мексики по числу пассажиров была 38,27 %, опережая конкурентов, у VivaAerobus доля была 33,23 %, а у Aeroméxico — 27,53 %. На рынке международных перевозок имела долю 11,4 %, уступая Aeroméxico и нескольким авиакомпаниям из США. За 2023 год компанией было перевезено 33,5 млн пассажиров. Она совершала рейсы в 44 города Мексики, 23 города США, 4 города Центральной Америки и 2 города Южной Америки. Ключевыми аэропортами для компании являются Канкун, Гвадалахара, Мехико, Монтеррей и Тихуана.
Выручка компании за 2023 год составила 3,26 млрд долларов США, из них 2,06 млрд пришлось на рейсы внутри Мексики, 0,93 млрд — на рейсы в США, 0,27 млрд — на рейсы в Центральную и Южную Америку.

### Кодшеринговые соглашения
- Condor Airlines[11]
- Frontier Airlines[12]

## Флот

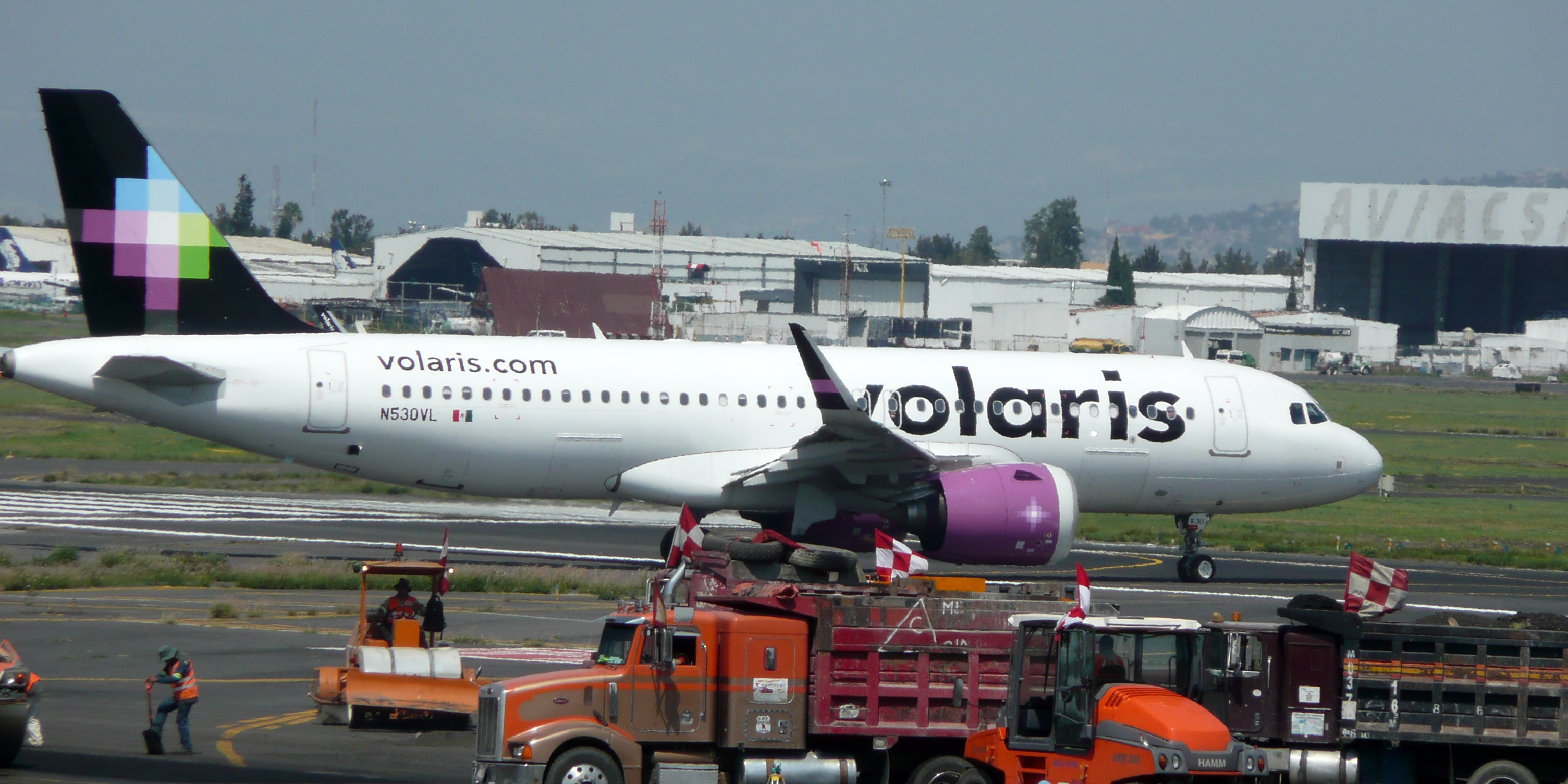
Самолет авиакомпании в новой ливрее

По состоянию на август 2025 года флот Volaris состоит из самолётов семейства Airbus a320, средний возраст которых составляет 6,8 лет:
| Самолет         | Эксплуатируется | Заказано | Пассажиров     | Примечания |
| --------------- | --------------- | -------- | -------------- | ---------- |
| Airbus A319-100 | 1               | —        | Y144           |            |
| Airbus A320-200 | 44              | —        | Y174/Y179/Y180 |            |
| Airbus A320neo  | 55              | 3        | Y186           |            |
| Airbus A321-200 | 10              | —        | Y220           |            |
| Airbus A321neo  | 35              | 4        | Y230/Y239      |            |
| Всего           | 145             | 7        |                |            |

## Акционеры
Крупнейшим акционером является американская инвестиционная компания Indigo Partners (18,2 % акций по состоянию на 2024 год).